# 윤임 묘역
윤임 묘역은 경기도 고양시 덕양구 향동동 239-7번지 산 중턱에 소재해 있다. 윤임의 묘와 본부인의 묘소가 고양군 남면 항동리(현 덕양구 항동동)먼저 조성된 이후, 그 아래에 어머니 순천부부인 박씨, 순천부부인의 시중을 들던 여종 그리고 윤임의 장남 윤흥인의 손자인 윤정준, 그아래는 신원 미상의 묘역 순서대로 조성되었다.
아들 윤임보다 장수했던 순천부부인은 파주시 교하읍 당하리에 있는 정정공 윤번일가 묘역이 아닌 윤임의 묘소 아래에 매장되었고 그 아래에는 순천박씨의 시중을 들던 여종의 묘소가 조성되었다.

## 같이 보기
- 윤임
- 윤정준